# Musart
Musart è un album in studio di George Braith, pubblicato nel 1967; viene considerato uno dei capolavori del periodo.

## Tracce
1. Del's Theme – 8:45
2. Laura – 6:40
3. Our Blessings – 3:55
4. Splashes of Love – 2:45
5. Musart – 9:21
6. Embraceable You – 5:10
7. Evelyn Anita – 7:20

## Formazione
- George Braith: sassofono alto, sassofono soprano, sassofono
- Jane Getz: pianoforte
- Gilbert Braithwaite: percussioni
- Freddie Briggs: percussioni
- Chico Torres: percussioni
- Jay Carter: chitarra
- Eddie Diehl: chitarra
- Victor Davis: basso elettrico
- Ben Dixon: batteria
- Popito Allende: conga
- Angel Allende: bongo e tamburello
- Bill Salter: basso